# Nupserha pararufipennis
Nupserha pararufipennis là một loài bọ cánh cứng trong họ Cerambycidae.